# Kalendarium historii Białegostoku

## Kalendarium

### XV wiek
- po 1401, a przed 1430 – książę litewski Witold nadzoruje budowę Wielkiej Drogi Litewskiej z Gródka do Choroszczy (w dzisiejszym Białymstoku przebiega ona ulicami: Piasta, Kilińskiego, Rynek Kościuszki, Sosnową i Marczukowską)
- 1426 – książę litewski Witold nadaje wieś Bielszczany Stok Maciejowi z Tykocina (bardzo prawdopodobne, że nie jest to współczesny Białystok)[1]
- między 1437 a 1440 – Michał Bolesław Zygmuntowicz nadaje osadę Białystok Jakubowi Raczko Tabutowiczowi (lub między 1444 a 1447 dokonał tego Kazimierz Jagiellończyk)
- między 1440 a 1444 – na teren dzisiejszego Białegostoku przybywają pierwsi osadnicy z ziemi kolneńskiej (nazywają oni rzekę i osadę Białym Stokiem), natomiast dzisiejsze Dojlidy zostają zasiedlone osadnikami z powiatu lidzkiego lub Bałtami[2]
- 1447–1450 – za sprawą Jakuba Raczko Tabutowicza powstają dwa dwory: w dobrach Białystok, na wzgórzu, nazwany Białym Stokiem oraz w dobrach Dojlidy.
- 1447–1450 – powstaje kościół i parafia pod wezwaniem Wniebowstąpienia Pańskiego w Białymstoku (prawdopodobnie za sprawą późniejszego biskupa łuckiego Wacława Raczkowicza – jednego z synów Jakuba Raczko Tabutowicza)[3]
- 1450 – podział ojcowizny pomiędzy synów Jakuba: Jundziłł – tereny u źródeł Białej przy dzisiejszej drodze do Zabłudowa, biskup Wacław – dwór w miejscu dzisiejszego Pałacu Branickich, Mikołaj (Michno) – dwór w miejscu dzisiejszego Rynku Kościuszki oraz tereny dzisiejszych dzielnic Antoniuk, Białostoczek, Wysoki Stoczek, Bacieczki, Fasty, Zawady i Bojary oraz wsi Ogrodniczki, Porosły i Krupniki; Jan – Dojlidy
- przed 1462 – Mikołaj zabija Jana. Król Kazimierz Jagiellończyk zabiera tereny Mikołaja i Jana
- 1462 – śmierć biskupa Wacława (jego tereny przejmuje Mikołaj)
- przed 1500 – Kazimierz Jagiellończyk nadaje Fasty synowi Mikołaja – Mikołajowi vel Michnie (bojarowi zamku suraskiego Bokinie)
- ok. 1500 – monaster supraski zakupił tereny dzisiejszych Zawad, Szelachowskich i Supraśla

### XVI wiek

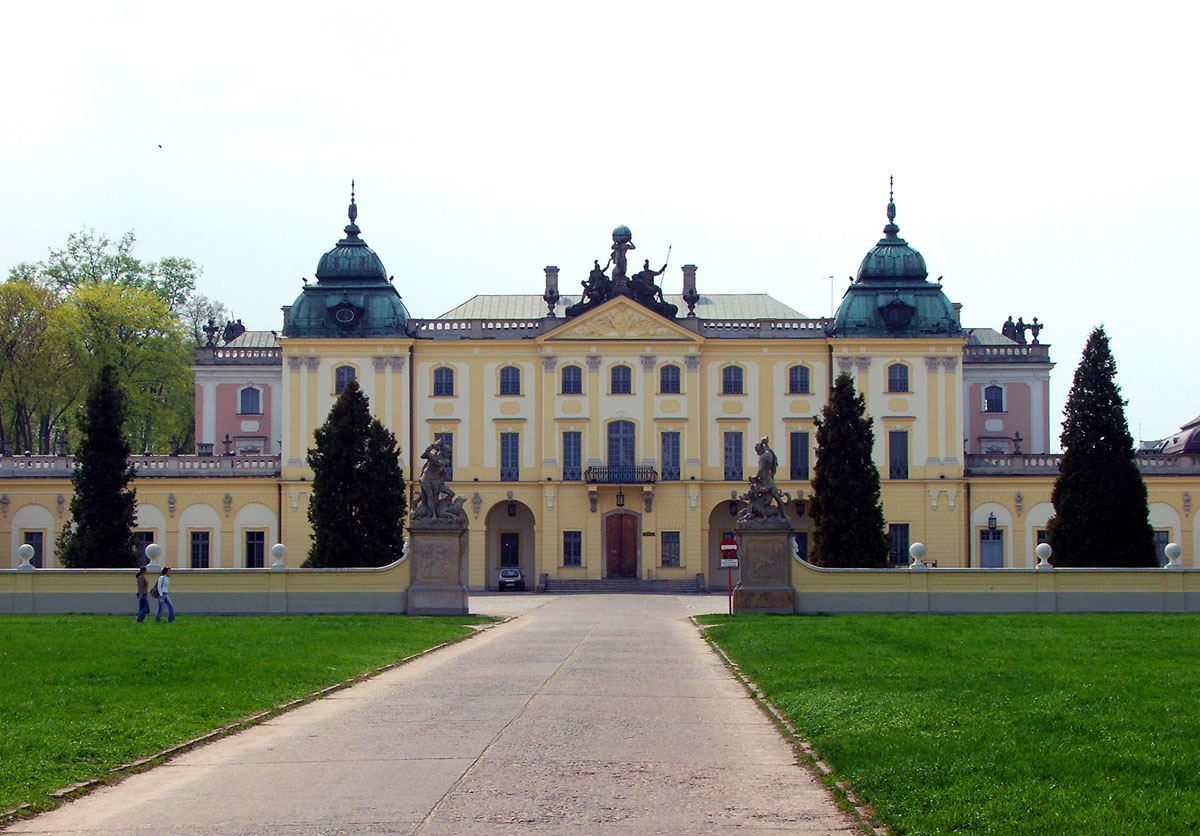
Pałac Branickich

- 20 października 1504 – Aleksander Jagiellończyk nadał Mikołajowi Jundziłłowiczowi wieś Kożany i dobra Dojlidy
- 1509 – Zygmunt Stary nadaje Mikołajowi Michnowiczowi (Bakałarzowi) dobra, które w 1500 roku nabył monaster supraski
- między 1509 a 1514 – Mikołaj Michnowicz (Bakałarz) nie mogąc zwrócić pieniędzy monasterowi supraskiemu za dobra nabyte w 1509 roku, zamyka przejazd Wielką Drogą Litewską, która z publicznej staje się prywatną
- 1510 – najstarszy zachowany dokument wymieniający nazwę rzeki Biała,
- 1514 – najstarszy zachowany zapis o dobrach Białegostoku,
- 4 grudnia 1514 – zwrot pieniędzy monasterowi supraskiemu, mnisi mogą przejeżdżać przez Białystok
- 1520 – umiera pierwszy właściciel osady – Mikołaj Michnowicz Raczkowicz, Białymstokiem do 1534 roku zarządza wdowa Hanna ze Świrskich w imieniu małoletnich dzieci
- 1528 – Dojlidy zostają sprzedane Aleksandrowi Chodkiewiczowi[4]
- 1534–1541 – właścicielem Białegostoku jest Mikołaj Mikołajewicz – syn Mikołaja Michnowicza
- 1541–1547 – dobra białostockie w rękach wdowy po Mikołaju Mikołajewiczu – Katarzyna z Wołłowiczów
- 1547 – dobra Białostockie przechodzą w ręce Wiesiołowskich herbu Ogończyk, w wyniku małżeństwa wdowy po Mikołaju Raczkowiczu z Piotrem Wiesiołowskim,
- 1556 – śmierć Piotra Wiesiołowskiego barona na Białymstoku
- 1569 – przejście na mocy Unii Lubelskiej Podlasia z Białymstokiem z Litwy do Korony, Chodkiewiczowie odmawiają złożenia przysięgi wierności Koronie Polskiej – Dojlidy pozostają w Wielkim Księstwie Litewskim[2].
- między 1581 a 1584 – budowa nowego drewnianego kościoła pod wezwaniem Trójcy Świętej, ufundowanego przez Piotra Wiesiołowskiego[5]

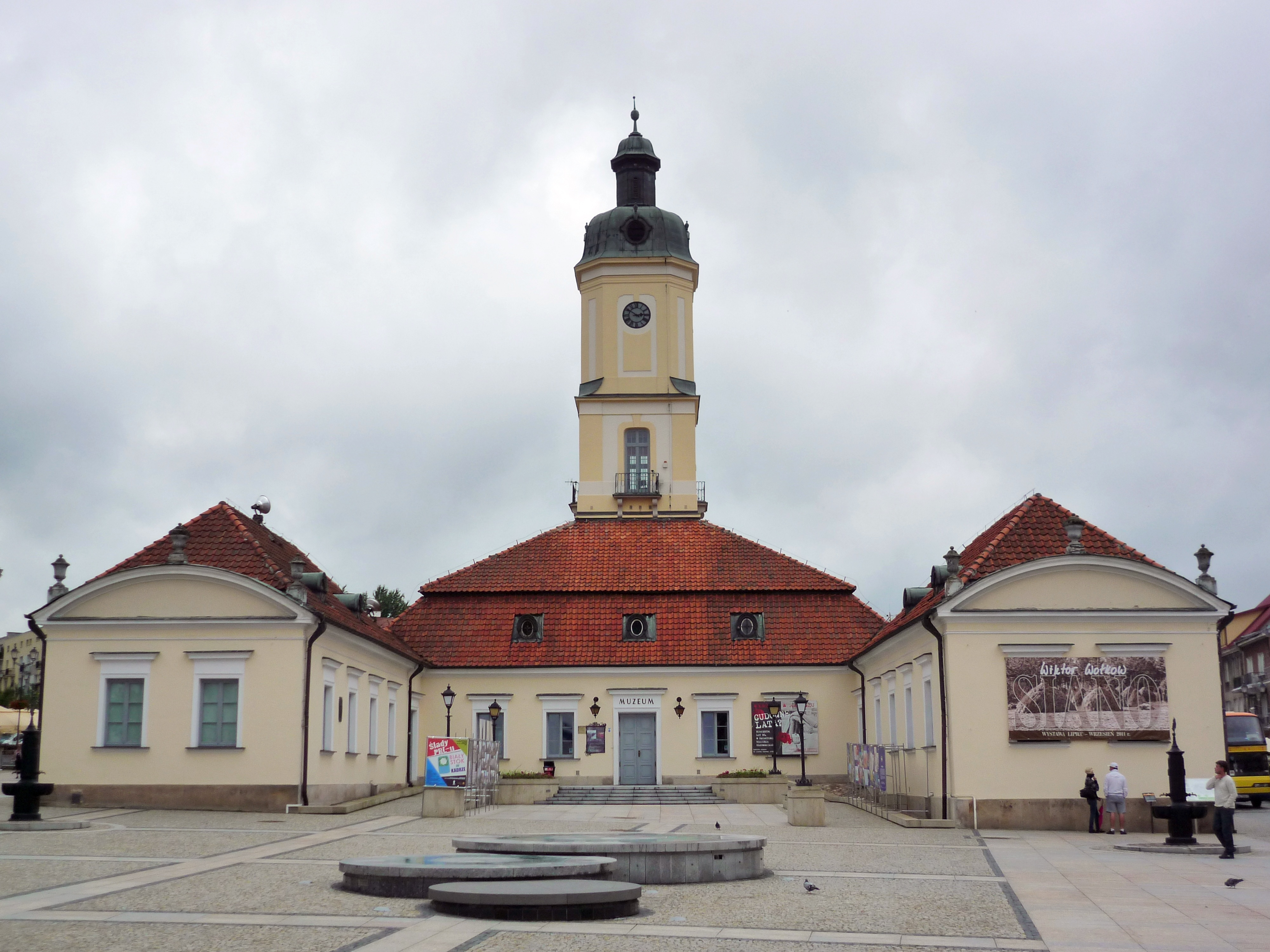
Ratusz w Białymstoku

### XVII wiek
- 1617 – spalenie się białostockiego kościoła i rozpoczęcie budowy nowej murowanej świątyni
- 1626 – ukończenie budowy murowanego Kościoła pw. Wniebowzięcia NMP, powstanie samodzielnej parafii w Białymstoku
- 1637 – po bezdzietnej śmierci Krzysztofa Wiesiołowskiego ziemie białostockie przechodzą na rzecz państwa
- 1658 – pierwsza wzmianka archiwalna o Żydach białostockich
- 4 kwietnia 1660 – w zamian za zasługi wojenne Białystok został przyznany hetmanowi polnemu Stefanowi Czarnieckiemu
- 21 września 1689 – rodzi się Jan Klemens Branicki
- 1692 (lub na krótko wcześniej) – Białystok otrzymał od króla Jana III Sobieskiego prawa miejskie[potrzebny przypis]
- 1692 – początek budowy pałacu przez Stefana Branickiego

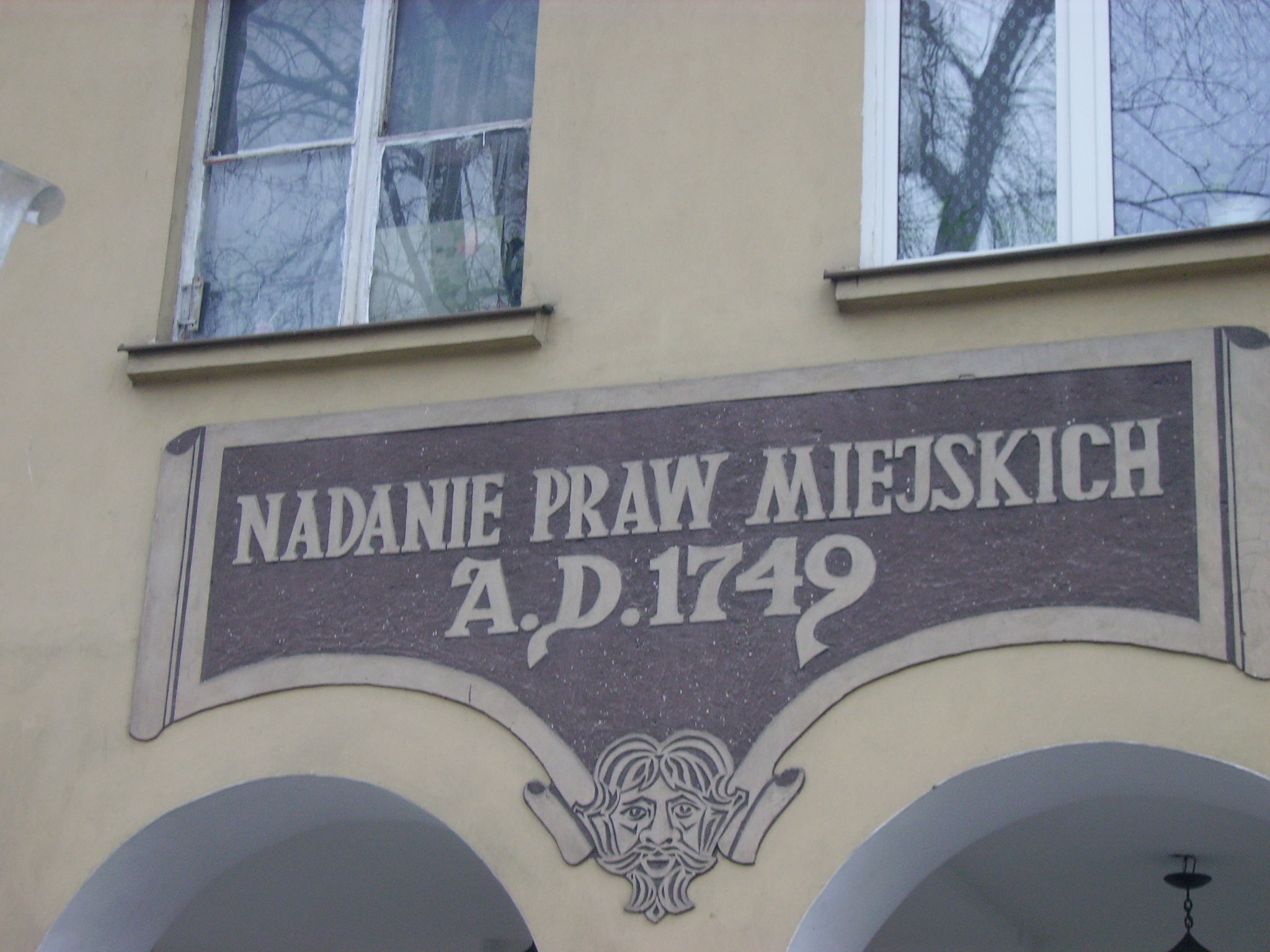
Mural upamiętniający nadanie praw miejskich

### XVIII wiek
- 1711 – budowa drewnianej Synagogi Nomer Tamid ufundowanej nowo powstającej gminie Żydowskiej przez Jana Klemensa Branickiego
- 1727 – budowa unickiej cerkwi św. Mikołaja
- 1745 – założenie Wojskowej Szkoły Budownictwa i Inżynierii[6]
- 1 lutego 1749 – Białystok otrzymał od króla Augusta III magdeburskie prawa miejskie
- 1753 – wielki pożar, który paradoksalnie przyczynił się do rozwoju infrastruktury miejskiej
- 1758 – budowa kaplicy św. Marii Magdaleny, jest ona najstarszym prawosławnym obiektem sakralnym zachowanym do dziś
- 1761 – koniec budowy ratusza
- 1764 – budowa tzw. Starej Synagogi
- 1767 – wystawienie w Białymstoku opery Il cavaliere per amore Niccolò Piccinniego
- 1769 – ustawa cechowa umożliwiająca pracę każdemu rzemieślnikowi bez względu na pochodzenie
- 13 lipca 1769 – bitwa pod Białymstokiem (zw. także bitwą pod Olmontami) pomiędzy konfederatami barskimi, a wojskami rosyjskimi
- 9 października 1771 – umarł Jan Klemens Branicki
- 1784 – wizyta króla Stanisława Augusta Poniatowskiego w dniu imienin Izabeli Branickiej (wdowy po Janie Klemensie)
- 1789 – epidemia ospy, zmarło wówczas 22 dzieci
- 1792 – pierwsze wykonanie Pieśni o Narodzeniu Pańskim Franciszka Karpińskiego (kolędy Bóg się rodzi), które odbyło się w Starym Kościele Farnym w Białymstoku
- czerwiec 1794 – w czasie insurekcji kościuszkowskiej przez miasto przeszła dywizja gen. Andrzeja Karwowskiego

### Białystok pod zaborami (1795–1918)
- 1795 – w wyniku III rozbioru Polski ziemie białostockie zostają przyłączone do Prus Wschodnich
- 1795 – Białystok staje się siedzibą nowo utworzonej prowincji Prus Nowowschodnich
- 26 stycznia 1796 – administracja Pruska przejmuje władzę nad miastem, formalnie pozostaje ono jednak własnością Izabeli Branickiej
- 1796 – powstanie gminy ewangelicko-augsburskiej
- 1798 – wydanie pierwszego periodyku„Gazeta Uwiadamiająca Prus Nowowschodnich dla pożyteczney Wygody Publiczności z tekstami urzędowymi, wiadomościami o licytacjach, ogłoszeniami drobnymi itp. w języku niemieckim i polskimPałacyk gościnny Branickich

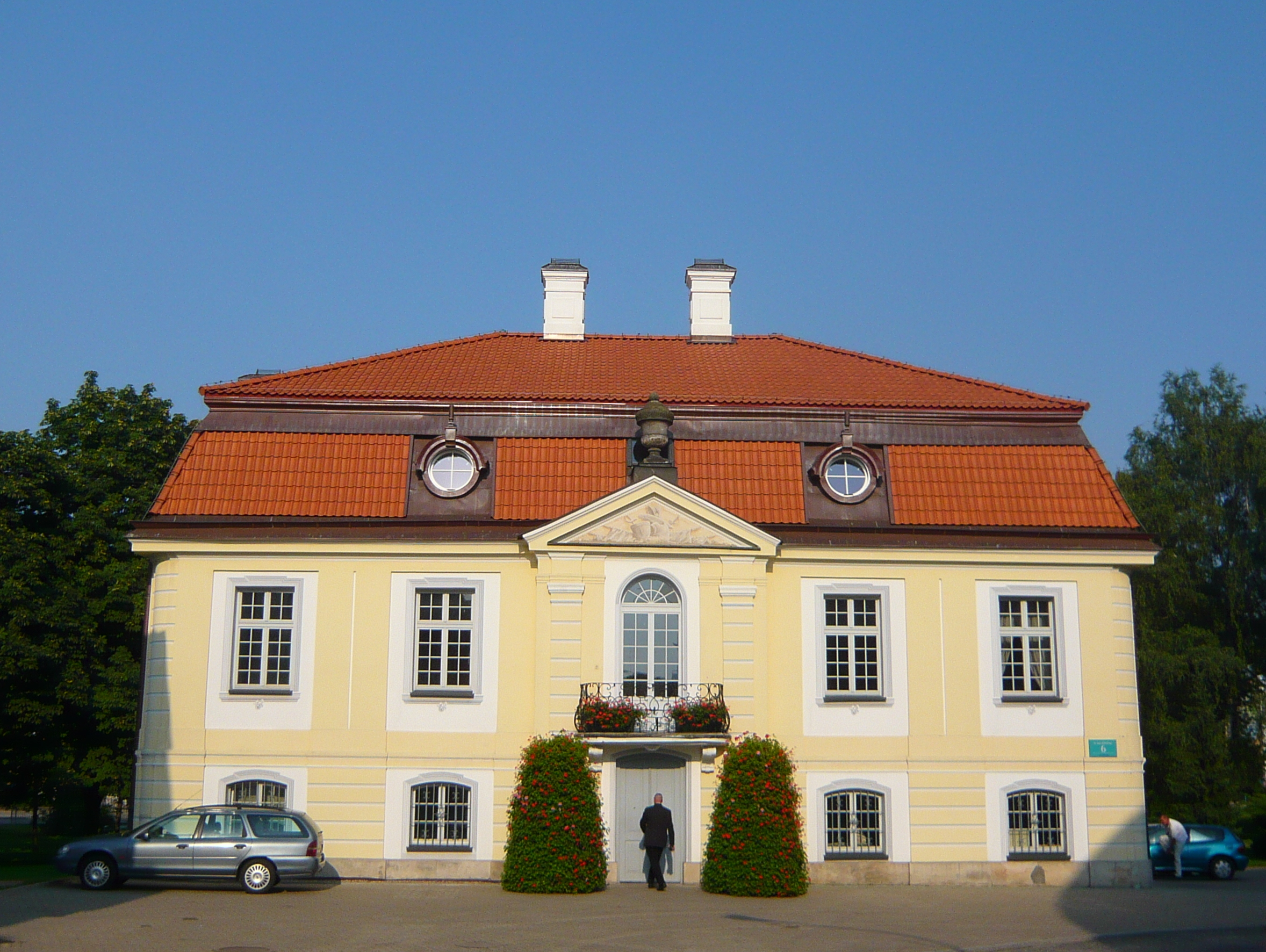
Pałacyk gościnny Branickich

- 1799 – wydanie zachowanego do dzisiaj dokładnego planu miasta przez Beckera
- 1 marca 1802 – podpisanie umowy pomiędzy Izabelą Branicką a Nowowshodnią Pruską Wojenno-Ekonomiczną Kamerą. Prusowie zobowiązali się do przestrzegania praworządności w mieście
- 2 kwietnia 1802 – Izabela Branicka sprzedaje Białystok władzom pruskim za sumę ponad 270 tys. talarów
- 29 września 1802 – otwarcie w mieście gimnazjum typu wyższego
- 1806 – oficjalne otwarcie loży masońskiej zum golden Ring
- 7 lipca 1807 – w wyniku Traktatu tylżyckiego Białystok znalazł się w granicach Imperium rosyjskiego
- 14 lutego 1808 – umiera Izabela Branicka
- 3 lipca 1812 – wkroczenie wojsk napoleońskich do miasta
- 13 lipca 1812 – deklaracja mieszkańców miasta o łączności z Rzecząpospolitą
- 4 sierpnia 1812 – wkroczenie wojsk rosyjskich do miasta
- 8 sierpnia 1812 – nadanie nowego herbu miastu przez cara Aleksandra I
- 13 grudnia 1830 – ogłoszenie stanu wojennego przez władze rosyjskie w związku z wybuchem powstania listopadowego,
- 1831 – zniesienie unii celnej pomiędzy Królestwem Polskim a Cesarstwem Rosyjskim, początek rozkwitu przemysłu bawełnianego w mieście
- 1 lutego 1831 – utworzenie w mieście kwatery głównodowodzącego wojsk rosyjskich, feldmarszałka Iwana Dybicza, którego zadaniem było stłumienie powstania,
- 1834 – zakaz nauczania w szkołach w języku polskim

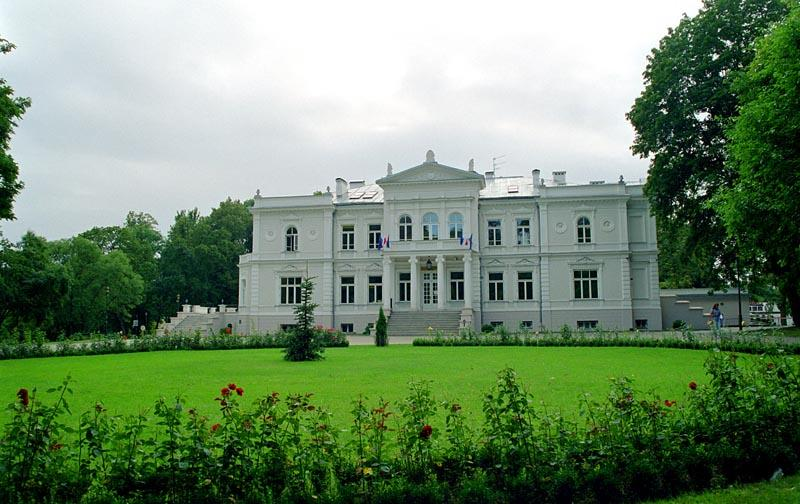
Pałac Lubomirskich

- 1842 – likwidacja powiatu białostockiego i włączenie miasta do guberni grodzieńskiej
- 15 grudnia 1859 – urodził się Ludwik Zamenhof – twórca międzynarodowego języka esperanto
- 13 czerwca 1860 – początek manifestacji patriotycznych pod hasłami jedności narodowej i walki z zaborcą
- 9 czerwca 1861 – przyjazd do miasta przedstawiciela obozu Białych Andrzeja Zamoyskiego
- 1862 – Otwarcie linii kolejowej Warszawa – Petersburg
- 24 kwietnia 1863 – początek walk związanych z powstaniem styczniowym na ziemi białostockiej

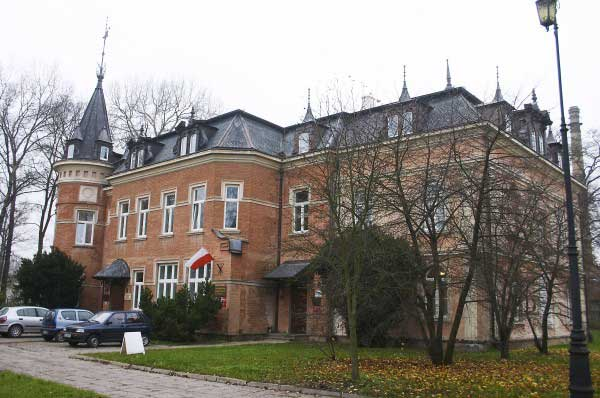
Pałac Hasbacha

- 1877 – poszerzenie granic miasta: włączono dworzec kolejowy, wieś Piaski oraz Las Zwierzyniecki
- 1886 – uruchomienie linii kolejowej Białystok – Wołkowysk – Baranowicze
- 1891 – uruchomienie pierwszej centrali telefonicznej
- 1895 – uruchomienie trzech linii tramwaju konnego
- 1898 – utworzenie Ochotniczej Straży Ogniowej
- 1898 – budowa nowej cerkwi przy dzisiejszej ulicy Sienkiewicza, niestety w późniejszym czasie zburzonej
- 1900–1905 – budowa kościoła Farnego, jako dobudówki do starej świątyni
- 30 stycznia 1905 – początek strajku, w którym wzięło udział około 80% robotników białostockich,
- lipiec/sierpień 1905 - pogrom antyżydowski w mieście[7],
- 14–16 czerwca 1906 – władze rosyjskie przeprowadzają pogrom Żydów,
- 1909–1912 – budowa nowego zboru protestanckiego, obecnie budynek zajmuje kościół św. Wojciecha
- 1909–1913 – wzniesienie Wielkiej Synagogi przy ulicy Suraskiej,
- 1 listopada 1910 – uruchomienie elektrowni, w której znajdowały się 2 maszyny parowe o mocy 600 KM z generatorami 329 kW,
- 1 lipca 1913 – uroczyste otwarcie hotelu Ritz
- 20 kwietnia 1915 – zbombardowanie miasta przez samoloty i sterowce niemieckie, zginęło 13 mieszkańców, 34 odniosło rany
- 9 sierpnia 1915 – wysadzenie przez Rosjan wieży ciśnień i wiaduktu kolejowego
- 13 sierpnia – zakończenie trwających od 1807 roku rządów rosyjskich, Białystok zajmują wojska niemieckie i pozostają w nim do lutego 1919 roku
- 1916 – zawiązanie miejscowej komendy Polskiej Organizacji Wojskowej
- 14 kwietnia 1917 – zmarł Ludwik Zamenhof

### Dwudziestolecie międzywojenne
- 30 grudnia 1918 – sformowanie 10 Pułku Ułanów Litewskich, który od 1922 stacjonował w Białymstoku
- 14 lutego 1919 – pierwsze potyczki Wojska Polskiego z siłami rosyjskimi
- 19 lutego 1919 – po wycofaniu się wojsk niemieckich nastąpiło wkroczenie Wojska Polskiego do Białegostoku, miasto zostaje włączone w skład państwa polskiego

Herb województwa białostockiego

- 10 maja 1919 – powiększenie obszaru miasta, dołączenie wsi: Antoniuk, Białostoczek, Dojlidy, Dziesięciny, Marczuk, Ogrodniczki, Pieczurki, Skorupy, Starosielce, Słobodę, Wygodę, Wysoki Stoczek i Zacisze
- 2 sierpnia 1919 – utworzenie województwa białostockiego
- wrzesień 1919 – pierwsze wybory do Rady Miejskiej
- październik 1919 – założenie w mieście Towarzystwa Gimnastycznego Sokół
- 19 listopada 1919 – nadanie tytułu honorowego obywatela miasta Białegostoku Józefowi Piłsudskiemu
- 28 lipca 1920 – wkroczenie wojsk sowieckich do Białegostoku, utworzenie Tymczasowego Komitetu Rewolucyjnego Polski na czele z Julianem Marchlewskim i Feliksem Dzierżyńskim
- 20 sierpnia 1920 – zamordowanie 16 obywateli miasta przez cofającą się Armię Czerwoną

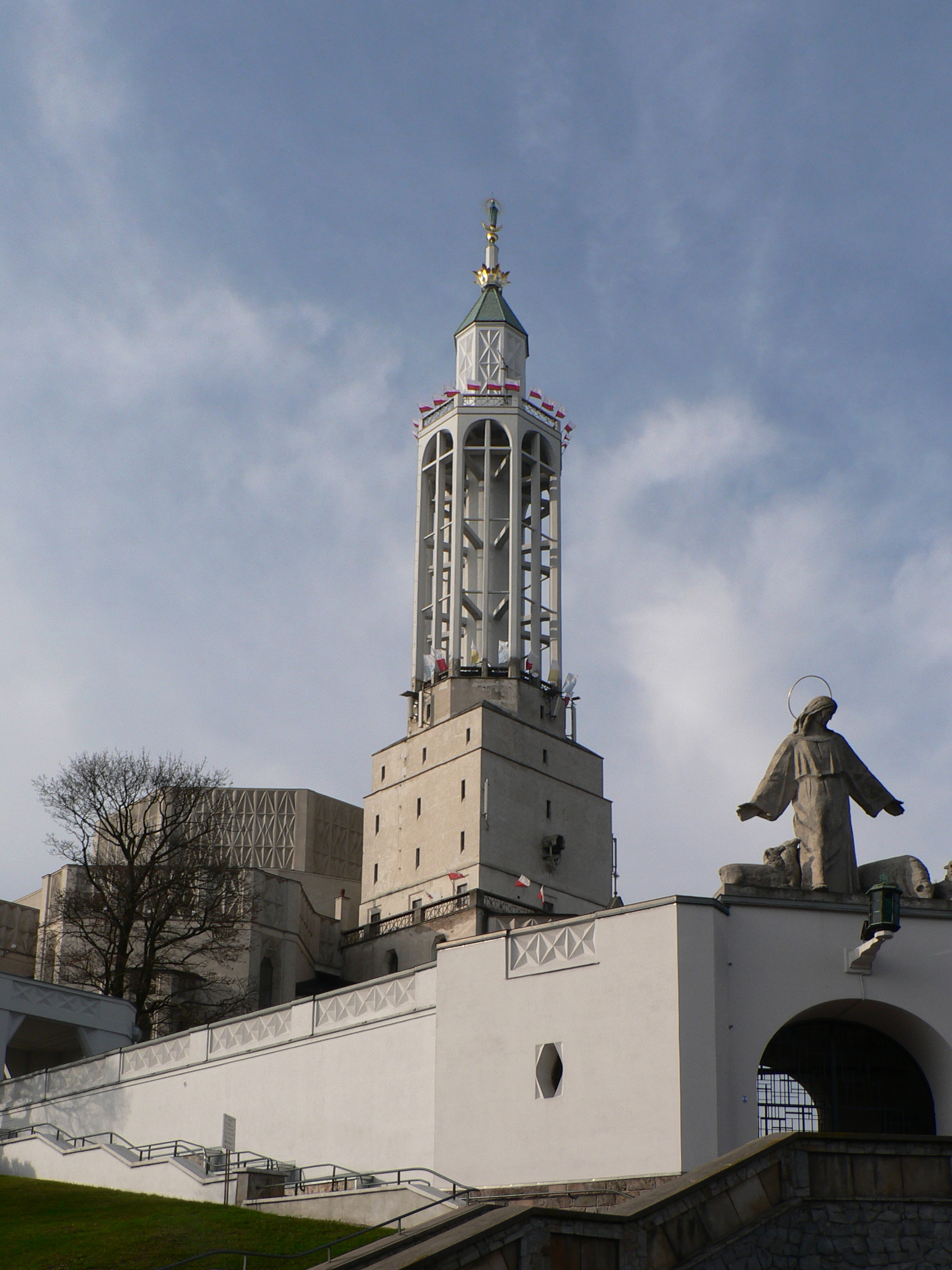
Kościół św. Rocha w Białymstoku

- 22 sierpnia 1920 – Bitwa białostocka, wygnanie bolszewików przez 1 Pułk Piechoty Legionów
- 21 sierpnia 1921 – wręczenie przez Józefa Piłsudskiego sztandaru 42 Pułkowi Piechoty, który stacjonował w koszarach przy ul. Traugutta
- 1925 – rejestracja zboru Badaczy Pisma Świętego (późniejszych Świadków Jehowy) w Białymstoku[8][9]
- 1927 – rozpoczęcie budowy kościoła św. Rocha
- 1928 – budowa modernistycznego budynku Izby Skarbowej i Sądu Okręgowego (obecnie budynek Podlaskiego Urzędu Wojewódzkiego)
- 1930 – budowa pomnika ku czci poległych w 1920 r. żołnierzy 42 Pułku Piechoty
- 27 stycznia 1932 – w wyniku fuzji klubów WKS 42 p.p. i KS Związku Młodzieży Wiejskiej powstaje Białostocki Klub Sportowy Jagiellonia[10]
- 1935 – założenie Stowarzyszenia Polaków Prawosławnych,
- 1936 – utworzenie Deutscher Volksverbung – organizacji mniejszości niemieckiej propagującej idee narodowego socjalizmu,
- 1936 – ekscesy o podłożu antysemickim[11],
- 1938 – budowa Domu Ludowego im. Józefa Piłsudskiego (obecnie Teatr Dramatyczny)
- 1938 – budowa wieży spadochronowej w Zwierzyńcu,
- 27 sierpnia 1939 – powstanie w Białymstoku Komitetu Obywatelskiego Przysposobienia do Obrony Ojczyzny

### II wojna światowa
- 11 września 1939 – zbombardowanie przez lotnictwo niemieckie pociągu sanitarnego oraz Dworca Poleskiego,
- 6–11 września 1939 – miasto opuszczają władze cywilne,
- 15 września 1939 – Białystok zostaje zajęty przez wojska niemieckie brygady fortecznej Lötzen, pod dowództwem gen. Offenbachera,
- 22 września 1939 – do miasta docierają oddziały radzieckie, wojska niemieckie wycofują się,
- 6 października 1939 – rozbicie 10 Pułku Ułanów Litewskich walczących wraz z Samodzielną Grupą Operacyjną „Polesie” przez wojska niemieckie,
- 22 października 1939 – symulowane „wybory” do Zgromadzenia Ludowego,
- 29 listopada 1939 – przyłączenie miasta do Białoruskiej Socjalistycznej Republiki Radzieckiej
- 1940 – rozebranie ratusza przez Rosjan, by w to miejsce wybudować pomnik Stalina,
- 13 kwietnia 1940 – transporty ludności do Kazachstanu (ponad 3 tys. kobiet, dzieci i starców),
- czerwiec 1940 – z miasta wyjeżdża kolejne 5 składów pociągów z ok. 5 tys. mieszkańców,

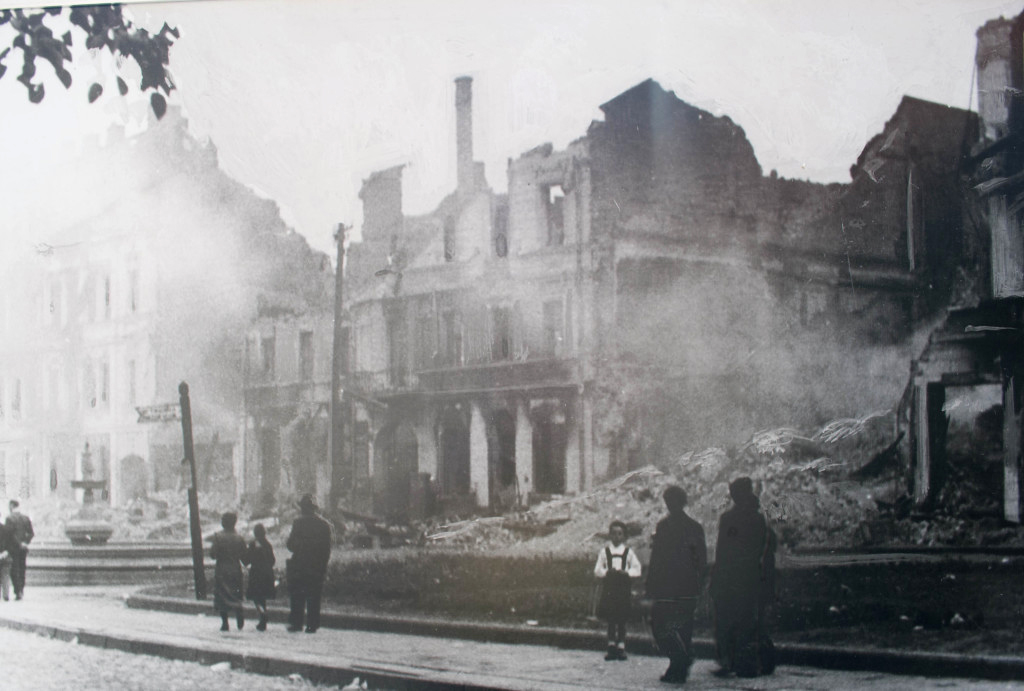
Białystok po bombardowaniu Luftwaffe, 1941

- czerwiec 1941 – ostatnia fala wywózek przerwana przez wkroczenie hitlerowców do Białegostoku
- 22 czerwca 1941 – bombardowanie miasta przez lotnictwo niemieckie

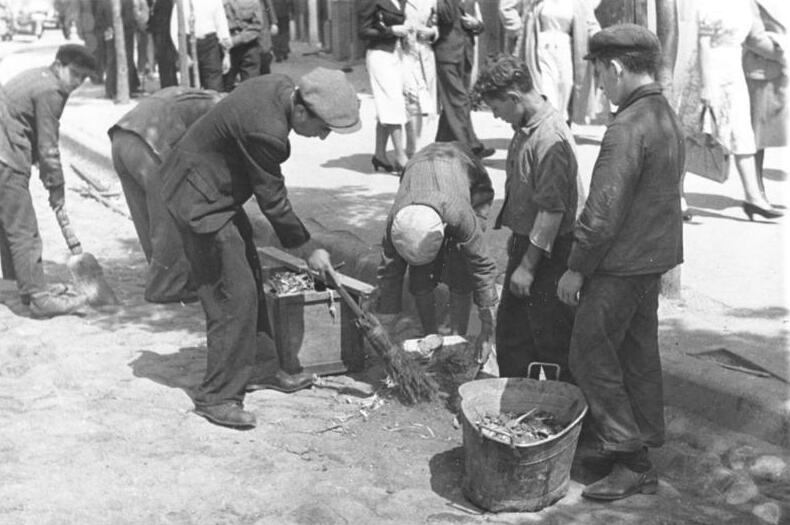
Żydzi z getta sprzątają ulice, 1941

- 27 czerwca 1941 – „czarny piątek”: niemiecka 221. Dywizja Ochrony wraz z 309. batalionem policji wkraczają do miasta, nie napotykając poważniejszego oporu. Niemieccy policjanci rozpoczynają pogrom ludności żydowskiej. Zostaje zamordowanych co najmniej 2 tys. Żydów, z czego około 700–800 spalono żywcem w Wielkiej Synagodze.
- 3 lipca 1941 – funkcjonariusze Einsatzgruppen zatrzymują około 1 tys. Żydów, z czego trzystu zostaje następnego dnia rozstrzelanych w lesie na Pietraszach.
- 12 lipca 1941 – funkcjonariusze z niemieckicj 316. i 322. batalionów policji zatrzymują i rozstrzeliwują w lesie na Pietraszach około 4 tys. Żydów.
- 22 lipca 1941 – utworzenie Bezirk Bialystok w ramach Prus Wschodnich.
- 26 lipca 1941 – utworzenie getta białostockiego dla ponad 40 tys. Żydów,
- 1 listopada 1942 – odbicie członków Okręgu Armii Krajowej z siedziby gestapo przy ul. Kochstrasse (obecnie Sienkiewicza)
- luty 1943 – rozpoczyna się pierwszy etap likwidacji getta, wywózka do Treblinki ok. 12 tys. Żydów,
- 27 czerwca 1943 – spalenie przez żołnierzy Armii Krajowej akt Arbeitsamtu (Urzędu Pracy),
- 16 sierpnia 1943 – wybuch powstania w getcie białostockim,
- 1944 – w wyniku celowych wysadzeń ze strony wycofujących się wojsk niemieckich oraz bombardowań lotnictwa sowieckiego centrum miasta ulega niemal całkowitemu zniszczeniu,
- 27 lipca 1944 – oddziały sowieckie wdzierają się do centrum miasta,
- 29 lipca 1944 – wojska niemieckie ostatecznie opuszczają granice miasta,
- 7 sierpnia 1944 – aresztowanie przez NKWD białostockich oficerów Armii Krajowej,
- 8 listopada 1944 – pierwsze transporty do obozu w Ostaszkowie z aresztowanymi żołnierzami Armii Krajowej i Narodowych Sił Zbrojnych
- 8 maja 1945 – powstanie Wyższego Seminarium Duchownego

### Polska Ludowa
- lipiec 1946 – procesy polityczne w sali kina „Ton”
- 18 sierpnia 1946 – konsekracja kościoła św. Rocha
- 1 grudnia 1949 – otwarto Wieczorową Szkołę Inżynieryjną
- 3 lutego 1950 – utworzenie Akademii Medycznej przekształconej 21 marca 2008 r. w Uniwersytet Medyczny
- 1951 – ukazanie się pierwszego numeru Gazety Białostockiej
- 7 listopada 1951 – odsłonięcie w parku Centralnym Pomnika żołnierzy Armii Czerwonej, którzy polegli podczas operacji białostockiej w liupcu 1944 r.[12]
- 1952 – otwarcie kina Pokój
- 1 października 1952 – powstanie Radia Białystok
- 1 kwietnia 1954 – przyłączenie do miasta w całości lub w części: Bacieczek, Bacieczek Kolonii, Korycina, Klepacz, Krupnik, Fast, Zawad, Ignatek, Dojlid, Zaścianek oraz miasta Starosielce[13]
- 1955 – początek pracy Kombinatu Bawełnianego w Fastach

- 1958 – odbudowa ratusza

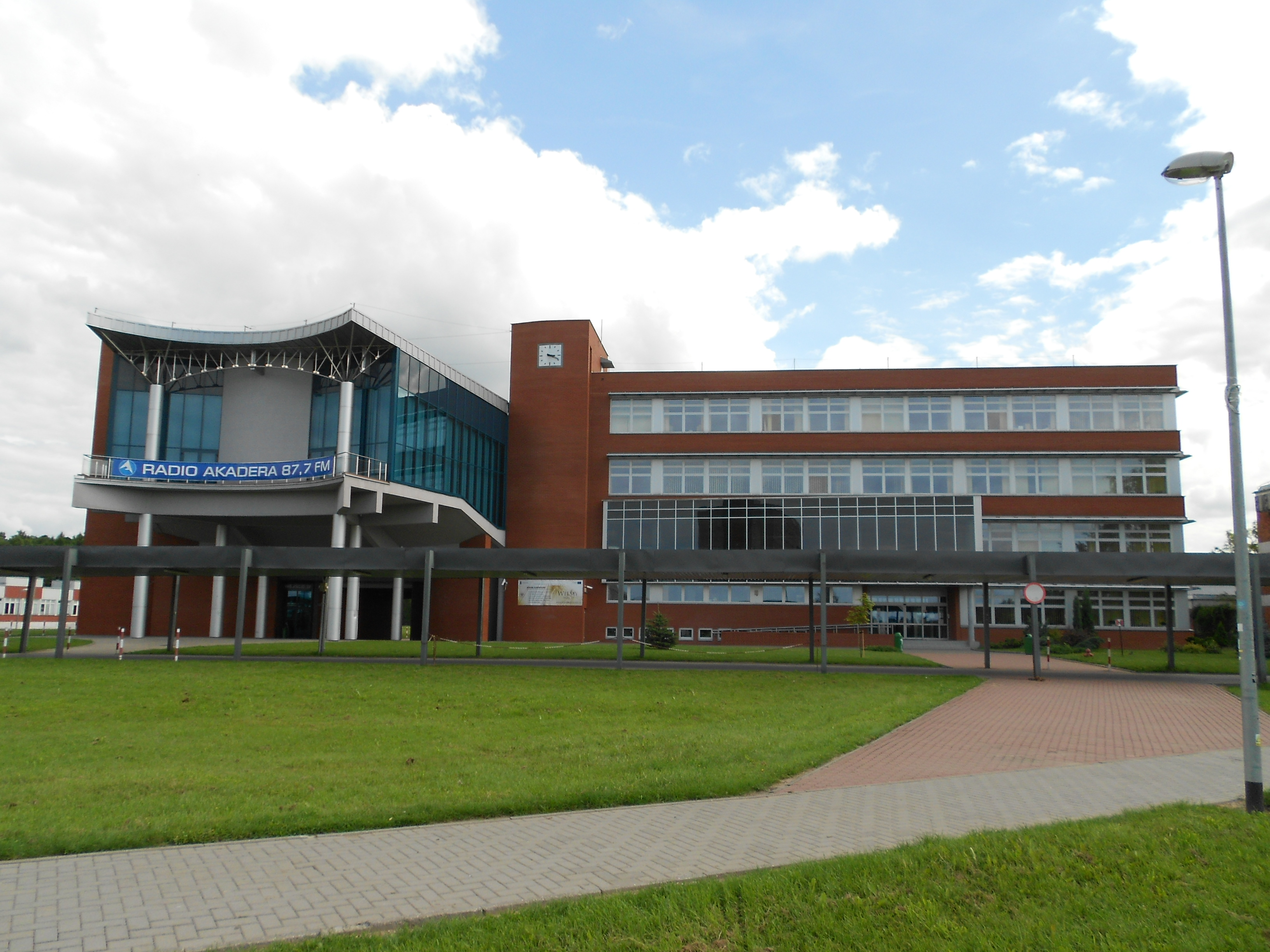
Wydział Elektryczny Politechniki Białostockiej

- 1962 r. – powstanie Muzeum Ruchu Rewolucyjnego[14]
- 1964 – przekształcenie Wieczorowej Szkoły Inżynieryjnej w Wyższą Szkołę Inżynieryjną
- 1974 – przekształcenie Wyższej Szkoły Inżynieryjnej w Politechnikę Białostocką
- 1976 – Białystok osiąga liczbę 200 tysięcy mieszkańców
- 9 sierpnia 1987 – debiut Jagiellonii Białystok w piłkarskiej I lidze w zremisowanym 1:1 meczu z Widzewem Łódź, frekwencja: 35 000 widzów[15]

### III Rzeczpospolita
- 5 czerwca 1991 – wizyta duszpasterska papieża Jan Paweł II w Białymstoku na Krywlanch
- 25 marca 1992 – Białystok staje się metropolitalną stolicą arcybiskupią, ustanowioną bullą Totus Tuus Poloniae Populus
- 19 czerwca 1997 – przekształcenie Filii Uniwersytetu Warszawskiego (zał. w 1968 r.) w samodzielną uczelnię – Uniwersytet w Białymstoku
- październik 1998 – wizyta Bartolomeusa I – patriarchy Konstantynopola
- 1 stycznia 1999 – wejście w życie reformy administracyjnej Polski: Białystok stolicą nowo powstałego województwa podlaskiego

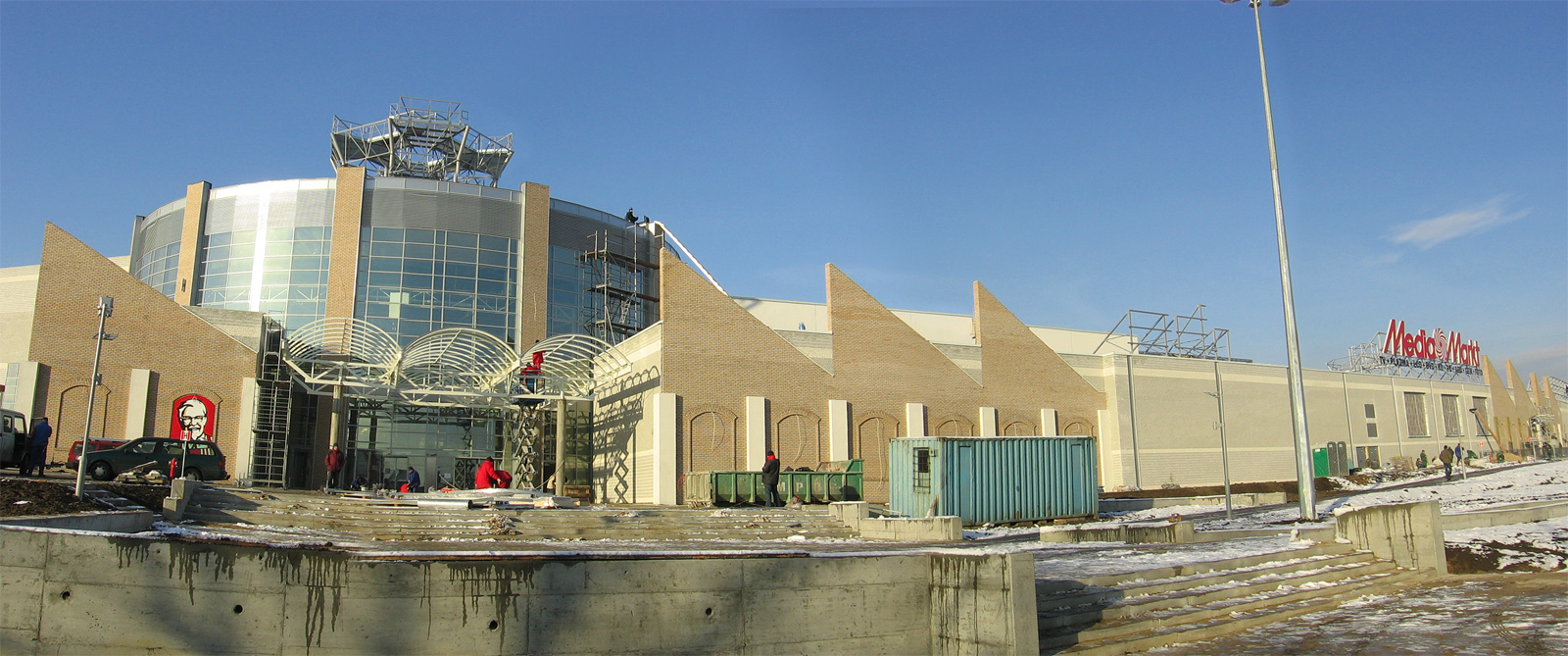
Galeria Biała podczas prac wykończeniowych

- 5 grudnia 2007 – otwarcie Galerii Białej
- 22 maja 2010 – zdobycie przez Jagiellonię Białystok piłkarskiego pucharu Polski, co jest największym sukcesem w historii białostockiego futbolu
- 29 lipca 2010 – pierwszy mecz Jagiellonii Białystok w europejskich rozgrywkach klubowych, porażka 1:2 w trzeciej rundzie eliminacyjnej Ligi Europy w Białymstoku z greckim AS Árisem
- 8 listopada 2010 – katastrofa kolejowa, do której doszło na stacji Białystok (zderzenie dwóch pociągów towarowych wiozących produkty ropopochodne; ranne zostały 3 osoby, zniszczeniu uległo 17 wagonów i dwie lokomotywy)
- 28 września 2012 – uroczyste otwarcie nowego gmachu Opery i Filharmonii Podlaskiej – Europejskiego Centrum Sztuki w Białymstoku
- 9 października 2014 – zakończenie przebudowy Stadionu Miejskiego w Białymstoku. Stadion został rozbudowany na 22 386 stałych miejsc siedzących.
- 4 czerwca 2017 – Jagiellonia Białystok uzyskała swój pierwszy w historii tytuł wicemistrzowski w rozgrywkach Ekstraklasy
- 21 października 2018 – Tadeusz Truskolaski (kandydat z ramienia KO) uzyskał trzecią reelekcję, zdobywając w pierwszej turze 56,2% głosów. Kontrkandydat Jacek Żalek (kandydat z ramienia PiS) otrzymał 30,2% głosów. Trzecie miejsce zajął były zastępca prezydenta, Tadeusz Arłukowicz uzyskując 7,9% głosów poparcia
- 20 lipca 2019 – miał miejsce Pierwszy Marsz Równości środowiska LGBT w Białymstoku[16][17][18], manifestacja została zakłócona m.in. przez osoby z lokalnych środowisk kibicowskich powiązanych z Jagiellonią. Podczas blokowania przez kontrmanifestantów marszu, doszło do zajść na ulicach miasta, podczas których zelżono słownie oraz pobito wiele osób biorących udział w Marszu Równości w tym kobiety i dzieci. Doszło także do starć z Policją pseudokibiców i chuliganów[19][20][21]
- 20 lipca 2019 – przed Pałacem Branickich, odbył się Piknik rodzinny w Białymstoku[22] z inicjatywy Marszałka Województwa Podlaskiego, Artura Kosickiego. Wydarzenie było alternatywą, dla odbywającego się w tym samym czasie Marszu Równości